# Mitsuharu Kitamura
Mitsuharu Kitamura (jap. 北村光治 Kitamura Mitsuharu; ur. 2 października 1934 w Mashike, zm. w 2006) – japoński zapaśnik walczący w stylu klasycznym. Olimpijczyk z Rzymu 1960, gdzie zajął piąte miejsce w kategorii 67 kg.